# Пшемислав Журавський-Граєвський
Пшемислав Пьотр Журавський-Граєвський (нар. 10 вересня 1963, Лодзь) — польський політолог і академічний викладач, хабілітований доктор соціальних наук, професор університету Лодзь. Учасник Форуму Вільних Держав Постросії.

## Біографія
Випускник факультету філософії та історії Лодзького університету (1987). Він здобув ступінь доктора гуманітарних наук на тому ж факультеті в 1997 році на основі дисертації, написаної під керівництвом Вальдемара Міховича під назвою Сполучені Штати і проблема контролю над озброєннями в епоху Підготовчої комісії до Конференції з роззброєння 1925—1930 рр. У 2014 році здобув кваліфікацію в галузі політології в Інституті політичних досліджень Польської академії наук на основі дисертації під назвою «Східна частина поля безпеки Польщі як об'єкт і суб'єкт міжнародної гри в 1991—1991 роках». 2012. У своїй науковій діяльності спеціалізується на питаннях, пов'язаних із новітньою історією та сучасними міжнародними відносинами.
Професійно пов'язаний зі своєю альма-матер, він обіймав посади доцента та професора університету на факультеті міжнародних та політичних досліджень. У 1992 році працював у Міністерстві національної оборони в Управлінні справ Планування оборонної політики. У 1995—1996 роках працював в апараті Урядового уповноваженого з питань. Європейська інтеграція та зовнішня допомога. У 2005—2006 роках був експертом фракції EPP-ED у Європейському парламенті в Брюсселі та відповідав за моніторинг східної політики Європейського Союзу. У 2006 році став академічним викладачем Білоруського Європейського гуманітарного університету у Вільнюсі. У 2007—2008 роках був контрактним коментатором TVP Info у сфері міжнародної тематики.
Співробітник Європейського інституту в Лодзі, Центру політичної думки, науковий співробітник Європейського центру Натолін та викладач Національної школи державного управління. У 2014 році став членом програмної ради «Право і справедливість», а в 2015 році — членом Ради національного розвитку, призначеної президентом Анджеєм Дудою. Він також входив до політичного кабінету міністра закордонних справ Вітольда Ващиковського. У грудні 2021 року призначений головою Ради с Безпека і оборона, що діє в рамках Національної ради розвитку. Він також став членом програмної ради Варшавського інституту підприємництва.
У серпні 2023 року за рекомендацією депутатів «Права і справедливості» був призначений Сеймом до Державної комісії з розслідування російського впливу на внутрішню безпеку Республіки Польща в 2007—2022 роках. Скасовано Сеймом 29 листопада 2023 року.

## Особисте життя
Син Юзефа Вітольда та Анни, уродженої Моравської. Брат-близнюк історика та академічного викладача Радослава Журавського вель Граєвського.
Прізвище Журавський взяв за дідом-прадідом, який переховувався від царської влади після краху Січневого повстання. У Другій польській республіці родина повернулася до прізвища Граєвські, залишивши псевдонім, який використовувався під час поділів, і відтепер використовувала прізвище Журавський і Граєвський.

## Публікації
- Sprawa ukraińska na Konferencji Pokojowej w Paryżu w roku 1919. Warszawa: Semper. 1995. с. 128. ISBN 8385810889.
- Wspólna Polityka Zagraniczna i Bezpieczeństwa Unii Europejskiej – aspekt bałtycki i śródziemnomorski. Łódź: Instytut Europejski. 1998. с. 150.
- Stany Zjednoczone wobec problemu kontroli zbrojeń w dobie Komisji Przygotowawczej do Konferencji Rozbrojeniowej (1925–1930). Warszawa: Semper. 2000. с. 372. ISBN 8386951648.
- Geopolityka-siła-wola. Rzeczypospolitej zmagania z losem. Kraków: OMP. 2010.
- Polityka Unii Europejskiej wobec Rosji a interesy Polski 1991–2004. Kraków: OMP. 2008. с. 731. ISBN 9788360125434.
- Bezpieczeństwo międzynarodowe: wymiar militarny. Warszawa: Wydawnictwo Naukowe PWN. 2012.
- Duch pyszny poprzedza upadek. Rozważania o naturze procesu rozpadu unii. Kraków: OMP. 2012.
- Polska polityka wschodnia 1989–2015. Wymiar narodowy i unijny. Kraków: OMP. 2016. с. 376.

## Виноски
1. 1 2  Nauka Polska
2. 1 2  Żurawski vel Grajewski Przemysław. ik.org.pl. Архів оригіналу за 1 лютого 2012. Процитовано 10 січня 2024.
3. 1 2  Шаблон:Ludzie nauki
4. 1 2  Przemysław Żurawski vel Grajewski. omp.org.pl.
5. ↑  Dr Przemysław Żurawski vel Grajewski. ksap.gov.pl. Архів оригіналу за 1 липня 2014. Процитовано 15 березня 2024.{{cite web}}:  Обслуговування CS1: bot: Сторінки з посиланнями на джерела, де статус оригінального URL невідомий (посилання)
6. ↑  Rada Polityczna Prawa i Sprawiedliwości powołała Radę Programową. pis.org.pl. 15 lutego 2014. Архів оригіналу за 12 липня 2019. Процитовано 10 січня 2024.
7. ↑  Prezydent powołał Narodową Radę Rozwoju. prezydent.pl. 16 października 2015. Архів оригіналу за 16 жовтня 2015. Процитовано 10 січня 2024.
8. ↑  Gabinet Polityczny Ministra. msz.gov.pl. Архів оригіналу за 1 жовтня 2017. Процитовано 10 січня 2024.
9. ↑  Rada ds. Bezpieczeństwa i Obronności rozpoczęła prace. prezydent.pl. 15 grudnia 2021. Архів оригіналу за 15 грудня 2021. Процитовано 10 січня 2024.
10. ↑  Władze. wei.org.pl. Архів оригіналу за 22 серпня 2022. Процитовано 10 січня 2024.
11. ↑  Sejm podjął decyzję. Skład komisji lex Tusk przegłosowany. onet.pl. 30 sierpnia 2023.
12. ↑  Głosowanie nr 50 na 1. posiedzeniu Sejmu. sejm.gov.pl. 29 listopada 2023.
13. ↑  Józef Witold Żurawski vel Grajewski (PDF). Łódzka Okręgowa Izba Inżynierów Budownictwa.
14. ↑  „W krwawym polu srebrne ptaszę”. niezalezna.pl. 4 marca 2014.